# Xã Wayne, Quận Fayette, Ohio
Xã Wayne (tiếng Anh: Wayne Township) là một xã thuộc quận Fayette, tiểu bang Ohio, Hoa Kỳ. Năm 2010, dân số của xã này là 1.387 người.